# Dulce Anastasia (telenovela)
Dulce Anastasia es el título de una telenovela argentina producida en 1977 por Canal 13, protagonizada por Graciela Borges y Antonio Grimau, junto con Eduardo Rudy y la primera actriz Mecha Ortiz.

## Guion
La telenovela fue dirigido por Alberto Rinaldi y fue escrito por Carlos Lozano Dana, conocido por ser autor y guionista de Pablo y Elena (1963), Me llaman Martina Sola (1972), Una promesa para todos (1977), Bianca (1979), Agustina (1980), Romina (1980), Eugenia (1981), Luciana (1982) y más.

## Elenco
- Graciela Borges - Anastasia Litvinov
- Antonio Grimau - Rufino Roldán
- Mecha Ortiz - Miroslava Litvinov
- Eva Donge[1] - Asunción
- Eduardo Rudy - Boris Litvinov
- Elsa Berenguer - Alejandra
- Pepe Novoa - Leonardo
- Edith Boado - Concepción

## Equipo Técnico
- Historia original - Carlos Lozano Dana.
- Dirección - Alberto Rinaldi.